# Хуссейн Онн
Хусе́йн бин Онн (малайск. Hussein bin Dato' Onn; 12 февраля 1922, Джохор-Бару — 29 мая 1990, Сан-Франциско), государственный и политический деятель Малайзии, премьер-министр в 1976—1981.

## Биография
Родился в семье известного политического деятеля, борца за независимость, основателя и первого председателя партии Объединённая малайская национальная организация (ОМНО) Дато Онна бин Джаффара. Внук первого главного министра Джохора Джаффара бин Хаджи Мухаммада и турецкой черкески.
Получил военное образование в Индийской военной академии в Дехрадуне. В годы Второй мировой войны (с 1940) служил в индийской армии на Ближнем Востоке, затем работал инструктором в Центре обучения малайской полиции в Равалпинди. Позднее занимал ряд административных должностей.
Политическая деятельность связана с ОМНО, одним из основателей которой был его отец Дато Онн (с 1946). В 1949—1950 — глава молодёжной организации, в 1950—1951 — генеральный секретарь ОМНО. В 1951 г. вышел из партии вслед за своим отцом и вступил в его партию независимости Малайи. В 1958 г. получил юридическое образование в Лондоне, после чего занимался частной юридической практикой.
В 1968 г. вернулся в ОМНО, с 1969 г. — член исполкома партии и депутат парламента, с 1970 — министр образования. В 1972 г. становится вице-президентом ОМНО, а в 1973 — 1-м заместителем председателя партии, заместителем премьер-министра, в 1973—1974 — также министр торговли и промышленности, с 1974 — также министр финансов и министр координации деятельности правительственных торгово-промышленных организаций.
С 15 января 1976 — исполняющий обязанности председателя партии и председатель правящей партийной коалиции Национальный фронт.
С 15 января 1976 по 16 июля 1981 — премьер-министр. Ушёл в отставку и из активной политики по состоянию здоровья. В начале 1981 г. овдовел.
Умер в госпитале в США, похоронен в национальном мавзолее героев Макам Пахлаван.